# Părinții deșertului

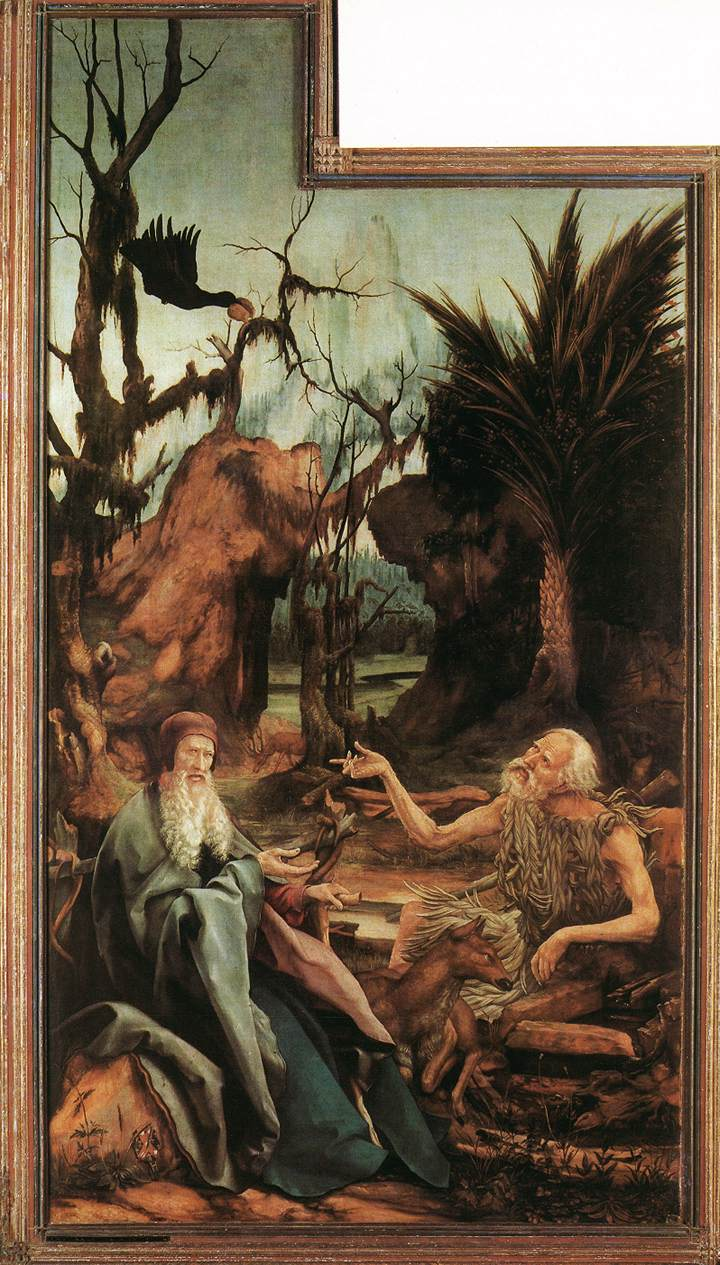
Antonie cel Mare și Pavel Tebeul, detaliu din Altarul de la Isenheim, realizat de Matthias Grünewald în sec. al XVI-lea.

Părinții deșertului sau Călugării deșertului au fost pustnicii și asceții creștini timpurii, care au trăit în principal în deșertul Scetis din provincia romană Egipt, începând cu secolul al III-lea d.Hr. Apophthegmata Patrum este o colecție a înțelepciunii unora dintre primii călugări și călugărițe din deșert, tipărită sub numele de Proverbe ale părinților deșertului. Primul părinte în deșert a fost Pavel din Teba, iar cel mai cunoscut a fost Antonie cel Mare, care s-a mutat în deșert în anii 270–271 d.Hr. și a devenit cunoscut atât ca abba (tată duhovnicesc), cât și ca fondator al monahismului din deșert. Până la moartea lui Antonie, în anul 356 d.Hr., mii de călugări și călugărițe au fost atrași să trăiască în deșert, urmând exemplul lui Antonie, ceea ce l-a determinat pe biograful său, Atanasie din Alexandria, să scrie că „deșertul a devenit un oraș”. Părinții deșertului au avut o influență majoră asupra dezvoltării creștinismului.